# Південно-Східні Каракуми

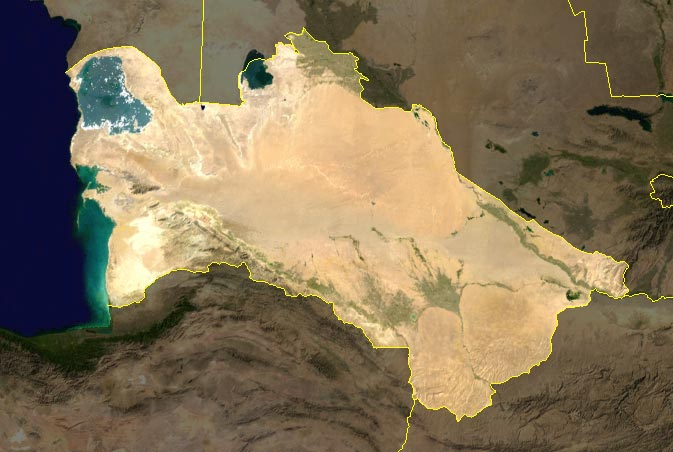
Пустелі Туркменістану на супутникову знімку

Південно-східні Каракуми (туркм. Günorta-Gündogar Garagum) — піщана пустеля на півдні Середньої Азії, в Туркменістані. Є частиною пустелі Каракуми.

## Географія
Пустеля розташована в межиріччі Амудар'ї та Теджену.
Межа між Центральними Каракумами та Південно-східними проводиться умовно по залізничній лінії Теджен — Туркменабат.
Південно-східні Каракуми досить низинні.
Абсолютні відмітки коливаються в межах 50—200 м. Характерні грядові та горбистий напівзарослі піски, піщані гряди мають висоту від 3 до 30 м, відстань між ними 150—200 м, є також ділянки барханних пісків, в улоговинах є такири і солончаки.
В Південно-східних Каракумах знаходиться русло древньої річної протоки — Келіфського Узбоя, значна частина якого зайнята Каракумським каналом. Є багато прісноводних колодязів, глибина яких до 300 м.